# Filippo de Villanova
Filippo de Villanova, Filippo de Nova Villa (zm. 20 października 1507 w Kutnej Horze) – włoski duchowny, biskup tytularny Sydonu, wikariusz generalny diecezji Modeny.
Filippo de Villanova, podobnie jak biskup Augustyn Luciani wspomagał na przełomie XV i XVI wieku Kościół utrakwistyczny wyświęcając księży husyckich. Spotkała go za to kara suspensy ze strony papieża Juliusza II.
W latach 1504–1507 przebywał na terenie Królestwa Czech, gdzie osiedlił się za sprawą utrakwistów. Początkowo był goszczony w Taborze, następnie udał się do Pragi na zaproszenie rady miejskiej i profesorów Uniwersytetu. Mieszkał w stolicy Czech. Spór z konsystorzem kościoła Najświętszej Marii Panny przed Tynem i administratorem Pawłem ze Žatca o jurysdykcję nad Kościołem utrakwistycznym spowodował opuszczenie przez niego miasta. 
Od 1506 roku rezydował w Kutnej Horze, w której korzystając ze swobody wyznania zorganizował własną administraturę kościelną niezależną od praskiego konsystorza. 